# جامعة زغرب
جامعة زغرب (بالكرواتية: Sveučilište u Zagrebu) هي جامعة عامة في كرواتيا تأسست عام 1669.

## إحصائيات
يبلغ عدد طلاب الجامعة 70,000 طالب، منهم 7243 طالب دراسات عليا.

## وصلات خارجية
- الموقع الإلكتروني